# Pleasant Plain (Iowa)
Pleasant Plain est une ville du  comté de Jefferson, en Iowa, aux États-Unis. Elle est incorporée le 12 avril 1900.

## Source de la traduction
- (en) Cet article est partiellement ou en totalité issu de l’article de Wikipédia en anglais intitulé « Pleasant Plain, Iowa » (voir la liste des auteurs).